# L'Absie
L'Absie è un comune francese di 1 078 abitanti situato nel dipartimento delle Deux-Sèvres nella regione della Nuova Aquitania.

## Geografia fisica
Comune occidentale delle Deux-Sèvres posto all'incrocio degli assi Niort-Cholet e La Roche-sur-Yon-Poitiers, al centro di un triangolo formato dalle tre città di Parthenay a 28 km, Bressuire a 25 km e Fontenay-le-Comte a 26 km.

## Storia

### Simboli
Lo stemma del comune riprende il blasone alla famiglia Appelvoisin che furono signori di Saint-Paul-en-Gâtine dal 1345 e poi di Le Bois-Chapeleau a La Chapelle-Thireuil.

## Società

### Evoluzione demografica
Abitanti censiti